# 惧硫球菌属
惧硫球菌属為硫还原球菌目硫还原球菌科的一属革兰氏阴性菌。细胞规则或微不规则球状。栖息于热碱泉。此属的模式种为兹氏惧硫球菌(Sulfophobococcus zilligii)。

## 下属物种
- 兹氏惧硫球菌 Sulfophobococcus zilligii Hensel et al. 1997